# 左史
左史，中國古代官職，周朝時設立，負責紀錄君王之言論。《尚書》就是收集左史所記的言論或命令；後孔穎達以禮記為正，定班固為謬解，「左史記事，右史記言」，方為正確。。有一說為左史即左徒。唐宋時期，以門下省之起居郎、中書省為左、右史。

## 姓氏
春秋之時有以官為姓者，諸如司馬、司空等，左史亦為其一。楚國左史老、左史倚相皆為此例。
中春秋末期魯國史學家左丘明之姓氏來源說，亦有人認為其姓丘名明，因其世代為左史，所以人們尊其為左丘明。